# Magomed Alijewitsch Enejew
Magomed Alijewitsch Enejew (karatschai-balkarisch Энейланы Алийни жашы Магомед Eneilany Alijni schaschy Magomed; * 1897 in Kjondelen, Oblast Terek; † 27. August 1928 in Rostow am Don) war ein balkarisch-sowjetischer Kommunist.

## Leben
Enejews Vater Ali-Efendi Ogurlujewitsch Enejew war ein bekannter balkarischer Imam, der im Kampf gegen das Heidentum 1897 den heiligen Birnbaum Raubasy der Balkaren fällte. Enejew studierte drei Jahre an einer Medrese in Konstantinopel.
Nach seiner Rückkehr schloss Enejew sich den Bolschewiki an. Im Mai 1918 beteiligte er sich an der Arbeit der 3. Tagung der Terek-Völker, bei der er zum Sitzungsleiter gewählt wurde. Es folgte ein Studium an der Sozialistischen Akademie in Moskau. Er wirkte dann bei der Gründung der Sowjetischen Gebirgsrepublik im Nordkaukasus mit. Er schuf eine karatschai-balkarische Fibel (in lateinischer Schrift oder kyrillischer Schrift). Als 1921 in der Sowjetischen Gebirgsrepublik als einer der acht Nationalkreise der autonome balkirische Kreis entstand, wurde Enejew Präsident des Exekutivkomitees (1921–1922). Im Dezember 1923 wurde er Erster Sekretär des tschetschenischen Organisationsbüros der KPdSU. 1925 erhielt er  leitende Funktionen im Nordkaukasus, während Jefrem Eschba Erster Sekretär des tschetschenischen Organisationsbüros der KPdSU wurde.
Am 27. August 1928 erschoss sich Enejew in seinem Dienstzimmer in Rostow am Don. Er war verheiratet mit Jewgenija Petrowna geborene Fjodorowa. Sein Sohn ist der Mathematiker Timur Magometowitsch Enejew. Enejews Bruder Machmud Alijewitsch Enejew (1901–1938) wurde 1937 Kulturminister der Republik Kabardino-Balkarien und 1938 verhaftet und erschossen.